# الإسلام في جزر فوكلاند
الإسلام في جزر فوكلاند هو أقلية دينية في جزر فوكلاند، وهي أرخبيل جزر تابع للمملكة المتحدة، يقع بالمحيط الأطلسي الجنوبي.

يبلغ عدد المسلمين بالجزر حوالي 10 من أصل حوالي 3000 قاطن بها، مما يشكل نسبة 0.3% من مجموع السكان.